# Memorias de un cuerpo que arde
Memorias de un cuerpo que arde é um filme de drama de 2024 escrito e dirigido por Antonella Sudasassi Furniss. O filme estrelado por Sol Carballo e Paulina Bernini, retrata a história de Ana, Patricia e Mayela, que, educadas em uma era repressiva onde a sexualidade era tabu, encontraram o significado da feminilidade por meio de regras não ditas e imposições implícitas.
Uma coprodução da Costa Rica e da Espanha, o filme foi selecionado na seção Panorama do 74º Festival Internacional de Cinema de Berlim, onde teve sua estreia mundial em 19 de fevereiro de 2024, e ganhou o Prêmio do Público Panorama de Melhor Longa-Metragem. Foi selecionado como a entrada da Costa Rica para o Melhor Longa-Metragem Internacional no 97º Oscar, mas não foi indicado.

## Sinopse
Duas mulheres sexagenárias, Ana e Patricia, e uma septuagenária, Mayela, cresceram em uma época em que a sexualidade não era discutida ou expressa livremente, pois era considerada tabu. Elas aprenderam a ser mulheres a partir das normas silenciosas e das demandas ocultas de sua sociedade. Agora, elas têm a coragem de compartilhar suas experiências abertamente. Suas histórias são contadas de forma poética: enquanto narram suas vidas fora da tela, outra mulher de sua idade incorpora suas memórias, segredos e desejos.

## Elenco
- Sol Carballo como mulher
- Paulina Bernini como mulher jovem
- Juliana Filloy como garota
- Liliana Biamonte como mãe
- Juan Luis Araya como marido
- Gabriel Araya como pai
- Leonardo Perucci como namorado
- Cecilia García como avó

## Produção
O projeto foi selecionado no pitch de desenvolvimento no Costa Rica International Film Festival, pré-selecionado no Hubert Bals Fund, Script and Project Development Bright Future e no San Sebastián Co-production Forum. A coprodução da Sub stance Films e Playlab Films é dirigida por Antonella Sudasassi e coproduzida com Estephania Bonnett Alonso.
As filmagens começaram na Costa Rica em novembro de 2022. Terminaram em 18 de dezembro de 2022 e a pós-produção ocorreu na Espanha.

## Lançamento
Memorias de un cuerpo que arde teve sua estreia mundial em 19 de fevereiro de 2024, como parte do 74º Festival Internacional de Cinema de Berlim, no Panorama. Em 31 de outubro de 2024, foi exibido no 37º Festival Internacional de Cinema de Tóquio na seção 'Empoderamento Feminino'.
Em janeiro de 2024, a Bendita Film de Tenerife adquiriu os direitos de venda internacional do filme. Foi lançado comercialmente em 29 de agosto de 2024, nos cinemas da Costa Rica.